# Pliosomatinae
Pliosomatinae zijn een onderfamilie van krabben (Brachyura) uit de familie Epialtidae.

## Geslachten
De Pliosomatinae omvatten slechts één geslacht: 
- Pliosoma Stimpson, 1860